# Nallachius reductus
Nallachius reductus is een insect uit de familie van de Dilaridae, die tot de orde netvleugeligen (Neuroptera) behoort. 
Nallachius reductus is voor het eerst wetenschappelijk beschreven door Carpenter in 1947.